# Christopher Blevins
Christopher Blevins (Durango, 15 maart 1998) is een Amerikaans wielrenner. Hij is actief in de bergen, in het veld, op de weg en op gravelwegen. In het mountainbiken werd hij wereldkampioen op de korte afstand (XCC) in 2021. Een jaar later won hij samen met Matthew Beers de meerdaagse wedstrijd Cape Epic.

## Carrière
Als junior won Blevins op de weg het bergklassement van de Trofeo Karlsberg en een etappe in de Ronde van Abitibi in 2015. Een jaar later won hij de Vredeskoers voor junioren. In juni 2017 werd hij achtste op het nationale kampioenschap tijdrijden voor beloften. Op de mountainbike werd hij daarnaast nationaal kampioen crosscountry bij de junioren in 2016 en bij de beloften in 2017.
Omdat zijn ploeg in 2018 een stap hogerop deed, werd Blevins dat jaar prof. In april won hij de tweede etappe in de Ronde van de Gila. Na vijf etappes eindigde hij, met een voorsprong van acht punten op zijn ploeggenoot Michael Rice bovenaan het puntenklassement.
In 2018 en 2020 werd Blevins vicewereldkampioen mountainbike bij de beloften. In 2021 werd hij bij de elite wereldkampioen op de korte afstand (XCC), tweede met de gemengde estafetteploeg, en derde op de cross met elektrische mountainbikes. In de wereldbeker won hij zijn eerste (XCO) werdstrijd bij de elite in Snowshoe. Op het WK van 2022 was hij derde met de gemengde estafetteploeg. Hij werd VS-Amerikaans XCC kampioen en tweede op de Olympische afstand XCO. Tijdens de wereldbeker in Snowshoe 2022 won hij de XCC-race.

### Meerdaagse Epic Series
In 2020 werd Blevins derde met Florian Vogel in de Cyprus Sunshine Epic. In 2022 behaalde hij met Matthew Beers de derde plek in de Absa Cape Epic en in 2023 wonnen ze de wedstrijd.

## Palmares

### Mountainbike

#### Overwinningen
| Seizoen  | Wereldbeker  | OS       | WK       | PK       | AK            | Overige                                     | Totaal aantal zeges |
| Junioren | Junioren     | Junioren | Junioren | Junioren | Junioren      | Junioren                                    | Junioren            |
| -------- | ------------ | -------- | -------- | -------- | ------------- | ------------------------------------------- | ------------------- |
| 2015     |              | NVT      | 40e      | 8e       | Goud          | Colorado, Missoula                          | 3                   |
| 2016     | Albstadt     | NVT      | 4e       |          | Goud          | Fontana, Bonelli park, Missoula             | 5                   |
| Beloften |              |          |          |          |               |                                             |                     |
| 2017     |              | NVT      | 32e      |          | Goud          |                                             | 1                   |
| 2018     |              | NVT      | ↑        |          | NVT           | Bazel, Jelena Góra                          | 2                   |
| 2019     |              | NVT      | 22e      | Goud     | NVT           |                                             | 1                   |
| 2020     |              | NVT      | ↑        |          |               |                                             | 0                   |
| Elite    |              |          |          |          |               |                                             |                     |
| 2017     |              | NVT      | NVT      | NVT      | NVT           | Walpole, Fontana, Catamount                 | 3                   |
| 2018     |              | NVT      | NVT      | NVT      | Brons         | Bonelli park, Fontana                       | 2                   |
| 2019     |              | NVT      | NVT      | NVT      | DNF           | Vail lake, Monterey                         | 2                   |
| 2020     |              | NVT      | NVT      |          | NVT           |                                             | 0                   |
| 2021     | Snowshoe     | 14e      | 18e      |          |               | Fayetteville II                             | 3                   |
| 2022     | Snowshoe XCC | NVT      | DNF, 16e |          | Zilver · Goud | Fayetteville I + II                         | 4                   |
| 2023     |              | NVT      | 37e, 19e |          |               | Cape Epic, Fayetteville I + II, 2x Salamina | 5                   |
|          |              |          |          |          |               |                                             |                     |
| Totaal   | 2            | 0        | 1        | 0        | 1             | 15                                          | 19                  |

### Wegwielrennen
2015 - 1 zege
Bergklassement Trofeo Karlsberg
4e etappe Ronde van Abitibi
2016 - 1 zege
Eindklassement Vredeskoers, Junioren
2018 - 1
2e etappe Ronde van de Gila
Puntenklassement Ronde van de Gila

### Veldrijden

#### Resultatentabel
| Seizoen      | WK | PAK   | AK   | Klassementen | Klassementen | Klassementen | Klassementen | Klassementen | Podia | Podia  | Podia | Aantal crossen |
| Seizoen      | WK | PAK   | AK   | WB           | SP           | Trofee       | TOI          | USCX         | Goud  | Zilver | Brons | Aantal crossen |
| ------------ | -- | ----- | ---- | ------------ | ------------ | ------------ | ------------ | ------------ | ----- | ------ | ----- | -------------- |
| Als junior   |    |       |      |              |              |              |              |              |       |        |       |                |
| 2014-2015    | -  | Brons | 4e   | -            | -            | -            | -            | -            | 0     | 0      | 1     | 3              |
| Als belofte  |    |       |      |              |              |              |              |              |       |        |       |                |
| 2017-2018    | -  | -     | Goud | -            | -            | -            | -            | -            | 3     | 0      | 0     | 3              |
| Als elite    |    |       |      |              |              |              |              |              |       |        |       |                |
| 2021-2022    | -  | -     | -    | -            | -            | -            | -            | 23e          | 0     | 0      | 1     | 2              |
| Totaal Elite | –  | –     | –    | –            | –            | –            | –            | –            | 0     | 0      | 1     | 2              |

#### Podiumplaatsen elite
| Nr.         | Seizoen     | Datum          | Veldrit                                  | Cat.        | Wedstrijdserie         |  |
| 3e plaatsen | 3e plaatsen | 3e plaatsen    | 3e plaatsen                              | 3e plaatsen | 3e plaatsen            |  |
| ----------- | ----------- | -------------- | ---------------------------------------- | ----------- | ---------------------- |  |
| 1.          | 2021-2022   | 3 oktober 2021 | USCX Cyclocross - Charm City Cross Day 2 | C2          | USCX Cyclocross Series |  |

## Ploegen
- 2017 –  Axeon Hagens Berman
- 2018 –  Hagens Berman Axeon
- 2021 –  Trinity Racing
- 2022 –  Specialized Factory Racing
- 2023 –  Specialized Factory Racing

Anderson · Barta · Blevins · Brown · Costa · Curran · Dunbar · Garrison · Lawless · Narváez · I. Oliveira · R. Oliveira · Owen · Powless · Rice · Young
Almeida · Anderson · Barta · Bennett · Bjerg · Blevins · Brown · Costa · Davis · Garrison · Mostov · I. Oliveira · R. Oliveira · Philipsen · Revard · Rice · Zijlaard